# هوپلیکوسورها
هوپلیکوسور (به لاتین: Eupelycosauria) یک دسته بزرگ از جانوران است که با شکل منحصر به‌فرد جمجمه آنها مشخص می‌شود که تمام پستانداران و نزدیک‌ترین خویشاوندان منقرض‌شده آنها را دربر می‌گیرد. آنها برای نخستین بار ۳۰۸ میلیون سال پیش در دوران اولیه پنسیلوانیا پدیدار شدند، با فسیل‌های Echinerpeton و شاید یک جنس حتی پیش از آن، Protoclepsydrops، برخلاف اجداد آمنیوتی پیشین‌شان، تنها یکی از مراحل تکامل پستانداران را نشان می‌دهد.